# Jachkar
Un jachkar, o khachkar (en armenio: խաչքար, «cruz de piedra», pronunciado [χɑtʃkɑɹ]) es una piedra conmemorativa grabada específica del arte armenio, presente desde la Antigüedad en todo el territorio de la Armenia histórica y que en la actualidad se encuentra y conserva en particular en Armenia.
Desde el 17 de noviembre de 2010, « El arte de las cruces de piedra armenias. Simbolismo y técnica de esculpido de las Khachkars» figura en la lista del patrimonio cultural inmaterial de la Humanidad de la Unesco.

## El jachkar, la cruz de piedra armenia

### Etimología
En armenio, la palabra « xač‘k‘ar» (խաչքար) se compone de « xač‘», « cruz» (խաչ), y « k‘ar», « piedra» (քար). Literalmente el nombre significa «cruz de piedra», aunque se trata en realidad de una losa de piedra con una cruz en bajorrelieve.

## Historia
Los primeros jachkares aparecieron en el siglo IX, durante el periodo de renacimiento armenio que siguió a la liberación del dominio árabe. El jachkar más antiguo que se conoce fue esculpido en el año 879 (aunque existen precursores más rudimentiarios). Erigido Garni, está dedicado a la reina Katranide, esposa del rey Ashot I Bagratuni. El periodo de máximo esplendor en la escultura del jachkar se alcanzó entre los siglos XII y XIV. Vino después un declive con la invasión de los mongoles a finales del siglo XIV. Después se produjo un nuevo renacimiento entre los siglos XVI y XVII, pero nunca se volvió a alcanzar el desarrollo artístico del XIV. En la actualidad, la tradición permanece y uno puede encontrar aún escultores de jachkares en algunos lugares de Ereván.
En la actualidad quedan unos 40 000 jachkares. La mayoría de ellos están al aire libre, aunque algunos se encuentran dentro de los monasterios armenios. Se cree que los tres mejores jachkares son los siguientes:
- Uno en Geghard, esculpido en 1213, probablemente por los maestros Timot y Mjitar
- El jachkar del Santo Redentor en Haghpat (ver galería), esculpido en 1273 por el maestro Vahram
- Un jachkar que se encuentra en Goshavank y fue esculpido en 1291 por el maestro Poghos).

Bastantes ejemplares de calidad se han trasladado al Museo Histórico de Ereván y a la catedral de Echmiadzín. En Armenia, el lugar en el que hay concentrados más jachkares es el campo de jachkares del cementerio de Noraduz o Noratus, en la orilla occidental del Lago Sevan, en el que existe un campo santo con unos 900 jachkares de varios periodos y estilos.  Con anterioridad, el mayor grupo se encontraba en el cementerio de Yulfa, en la República Autónoma de Najicheván (Azerbaiyán), hasta que fueron destruidos por su gobierno.

## Tipos

### Amenaprkich
Amenaprkich (en armenio: Ամէնափրկիչ, que significa Santo Salvador) es un término que se utiliza para definir un tipo particular de jachkar, en el cual la cruz muestra a Cristo crucificado. Solo se conocen unos cuantos ejemplos antiguos y la mayoría son de finales del siglo XIII.

## Galería

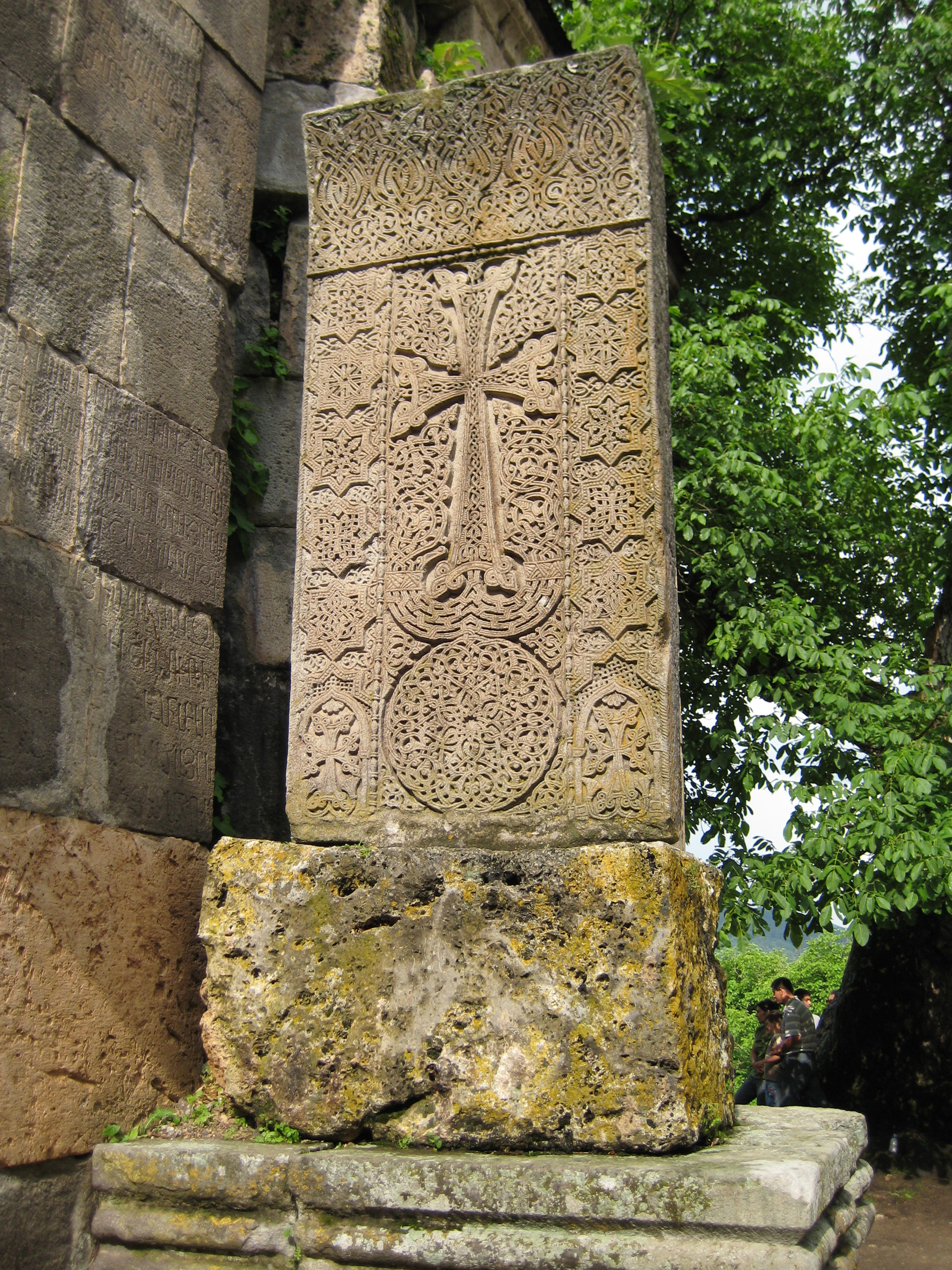
Jachkar en el monasterio de Haghartsin, cerca de Dilizhán (Armenia).
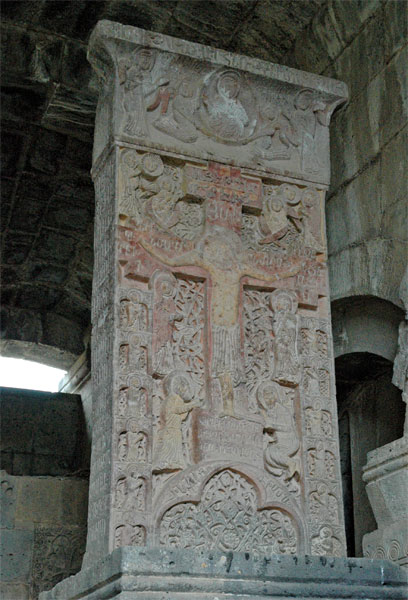
Jachkar con Cristo crucificado, Haghpat (1273).
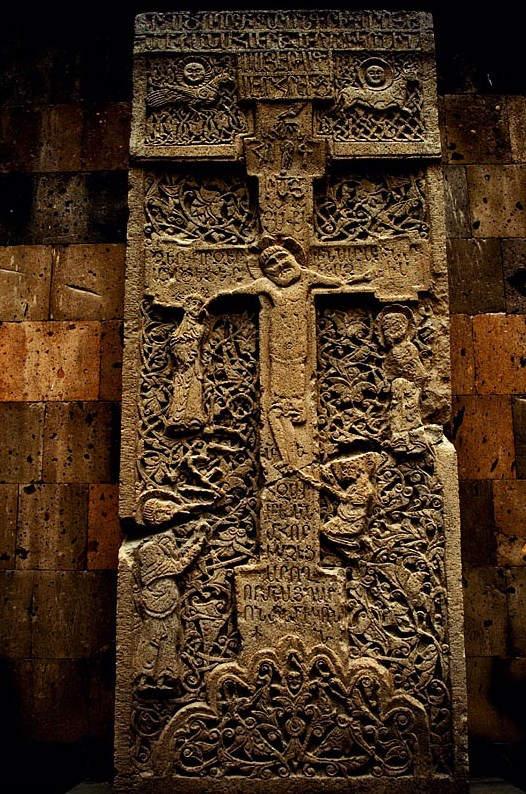
Un jachkar de tipo Amenaprkich en Echmiadzín.
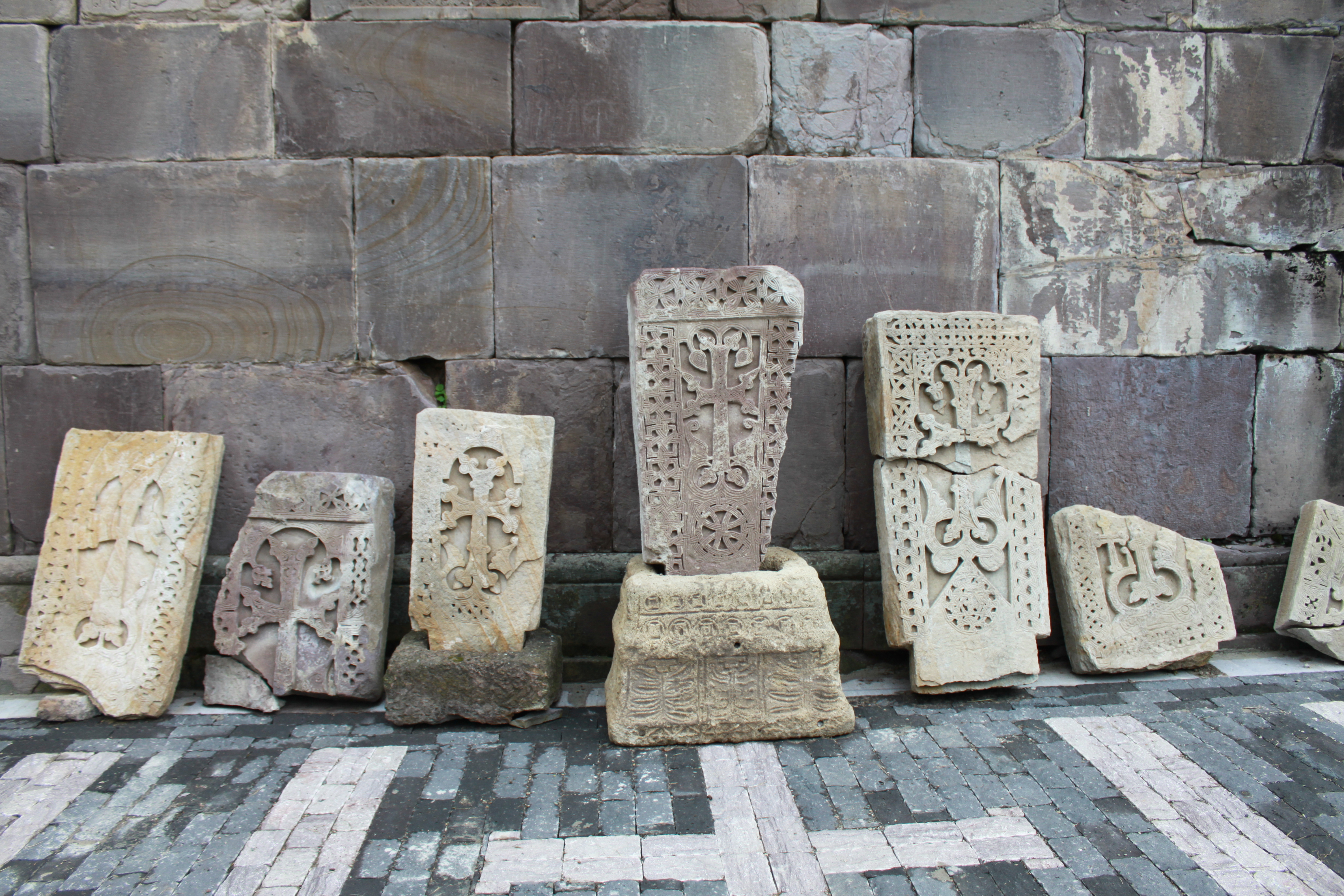
Varios jachkares en el monasterio de Makaravank en Armenia.
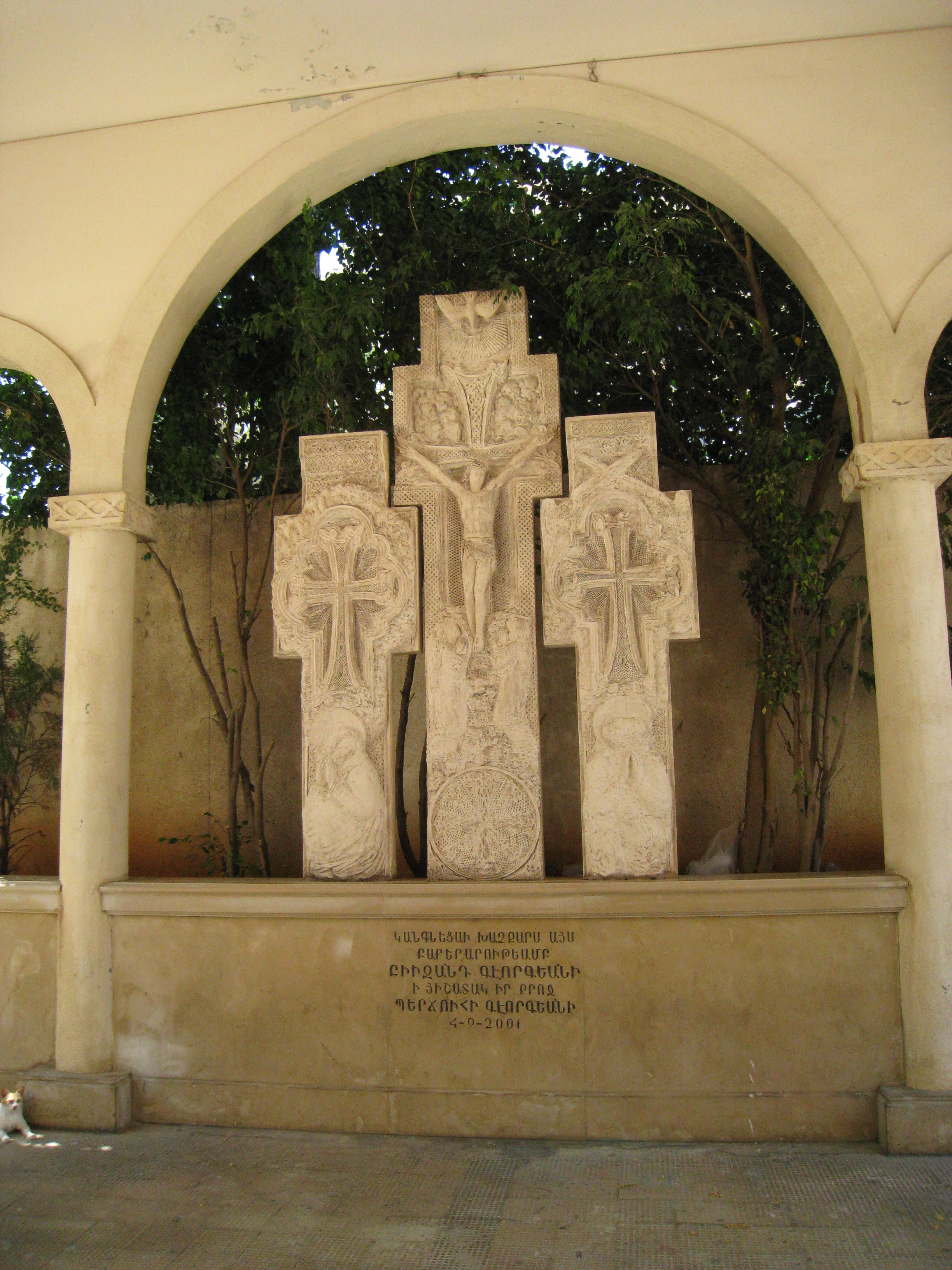
Jachkar Amenaprkich y otros dos en la iglesia de Sourp Nshan en Beirut, Líbano (2001).
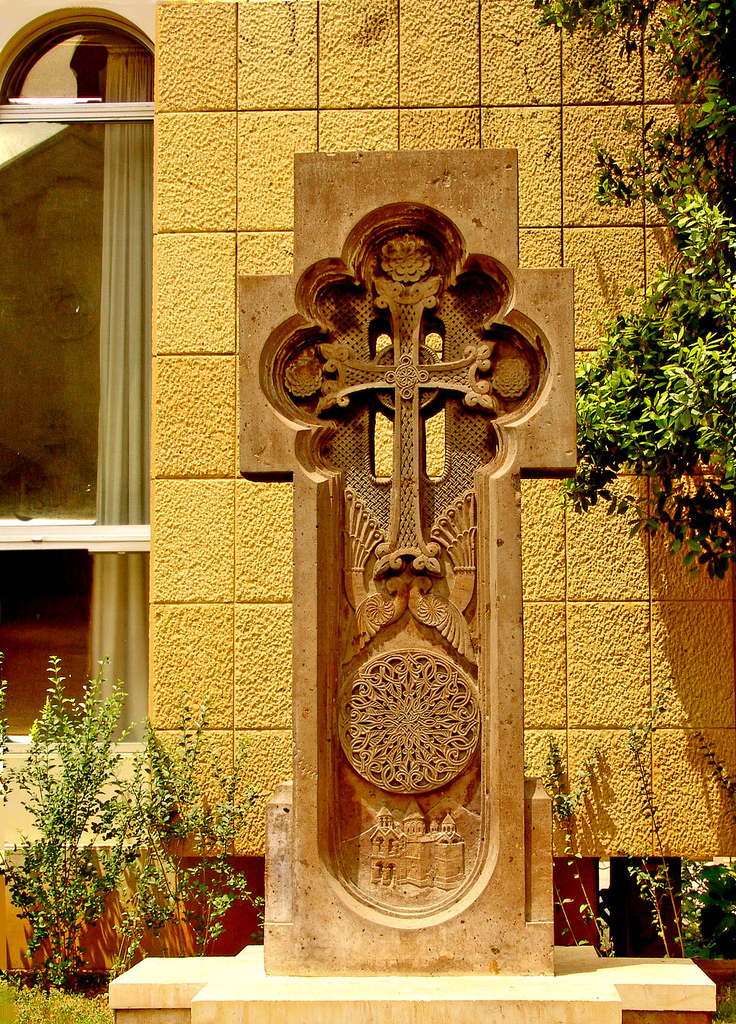
Jachkar en el Catolicosato Armenio de Cilicia en Antelias, Líbano.
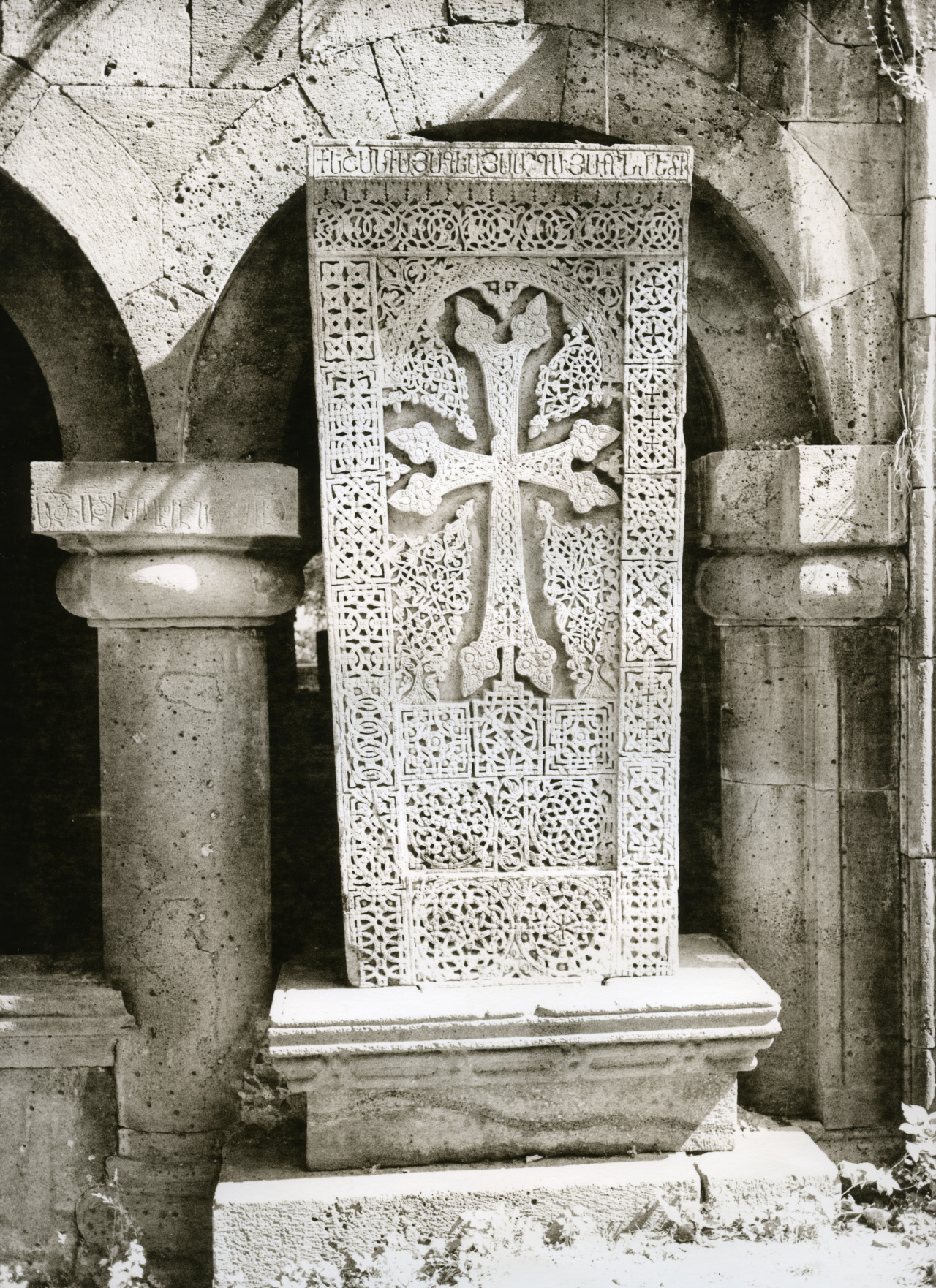
Un jachkar en Sanahin.
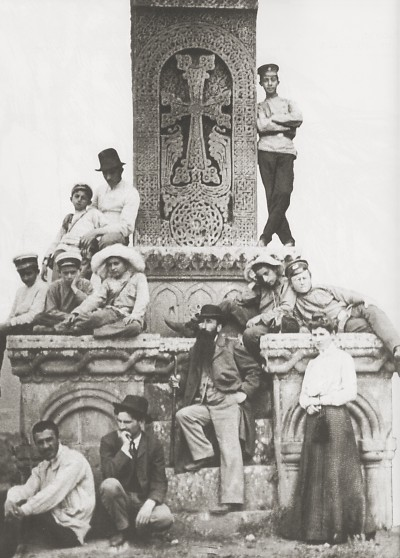
Jachkar medieval (Monasterio de Sanahin, 1902).
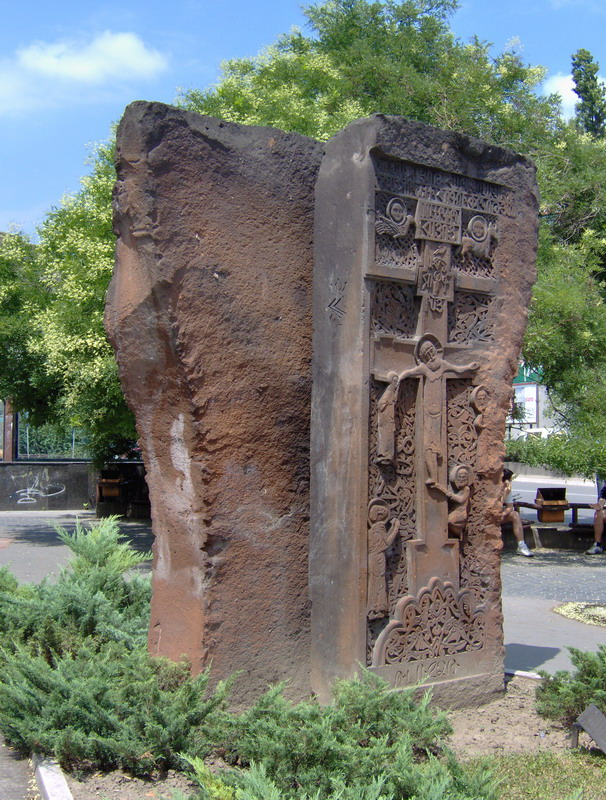
Jachkar moderno, de tipo Amenaprkich, en Novi Sad (Serbia).
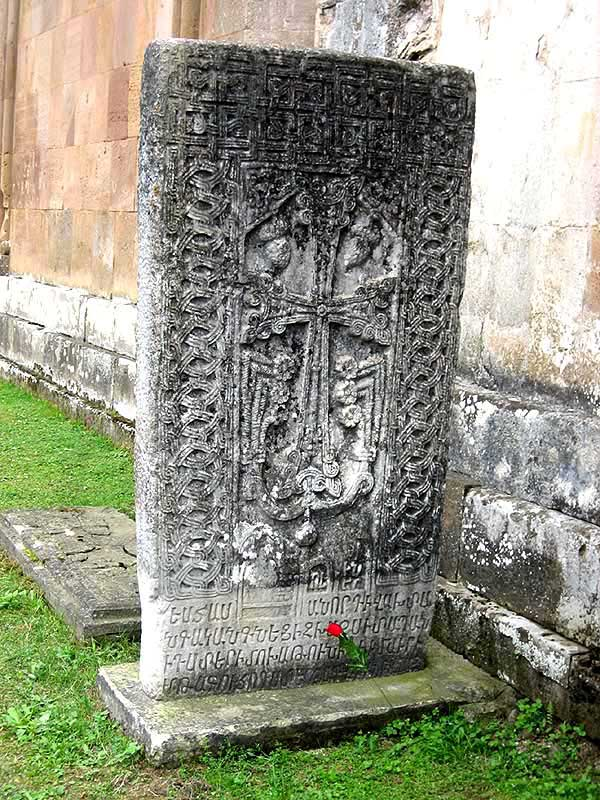
Jachkar de gran tamaño en el Monasterio de Gandzasar en Nagorno Karabaj (siglo XIII).
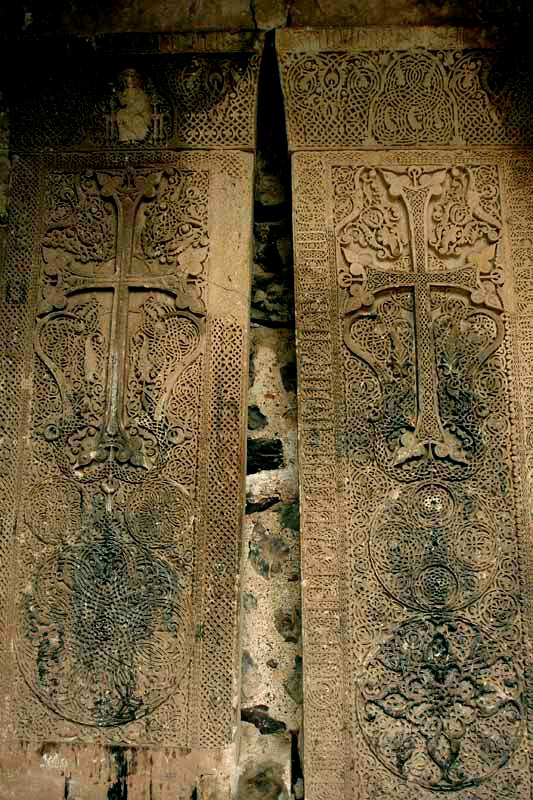
Los famosos jachkares dobles del campanario del Monasterio de Dadivank en Nagorno Karabaj.
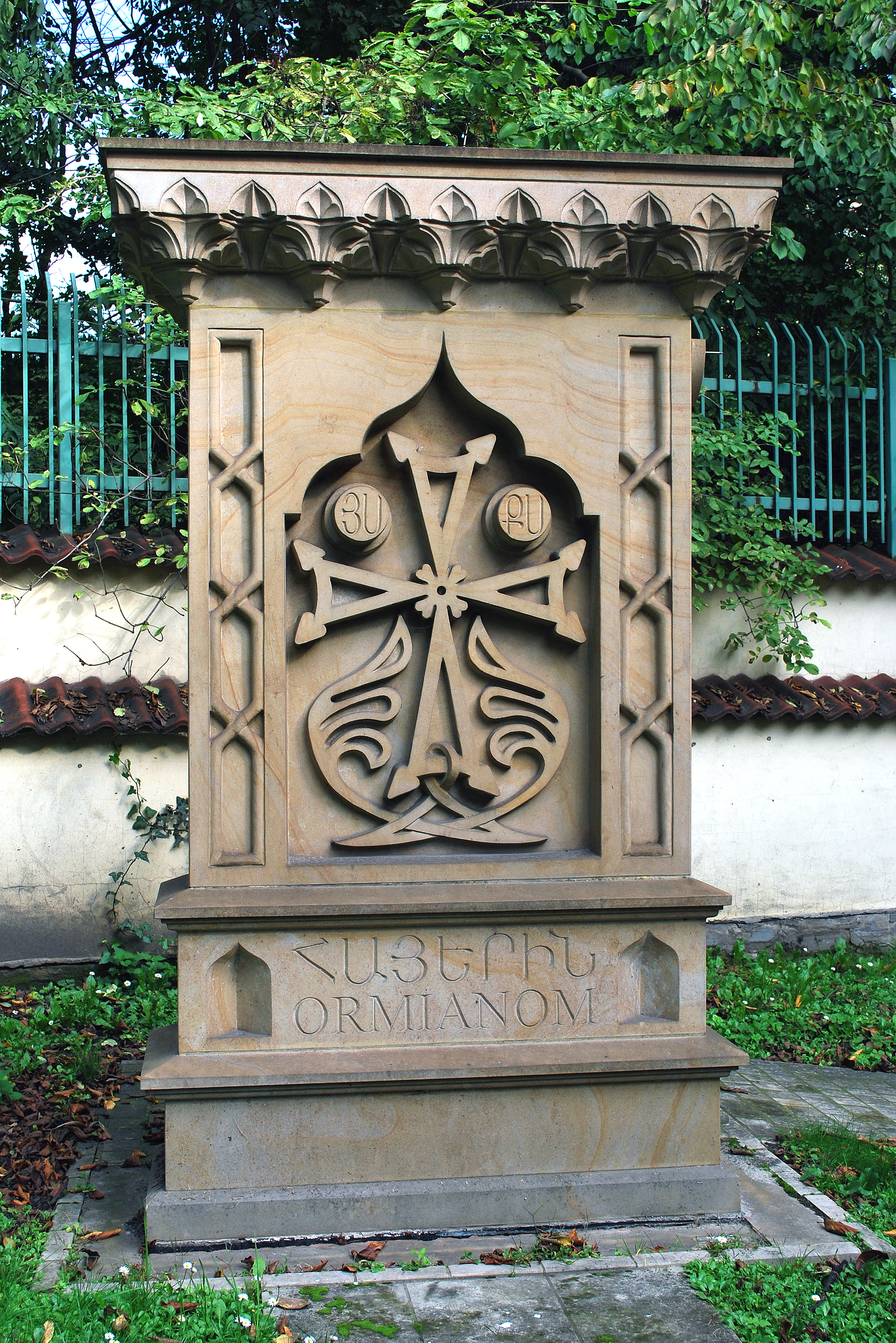
Jachkar moderno (2004), Cracovia, Polonia.
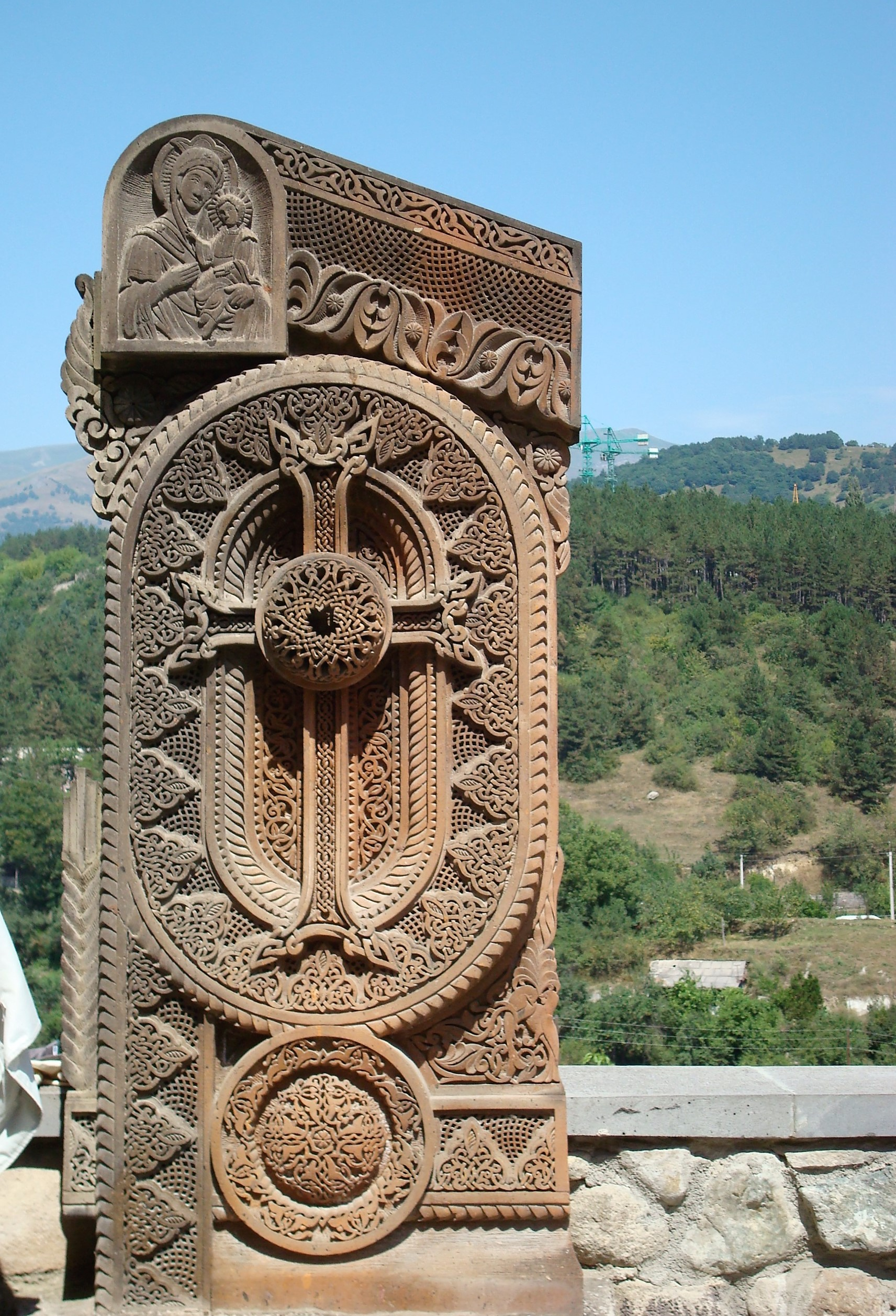
Jachkar en Dilijan.
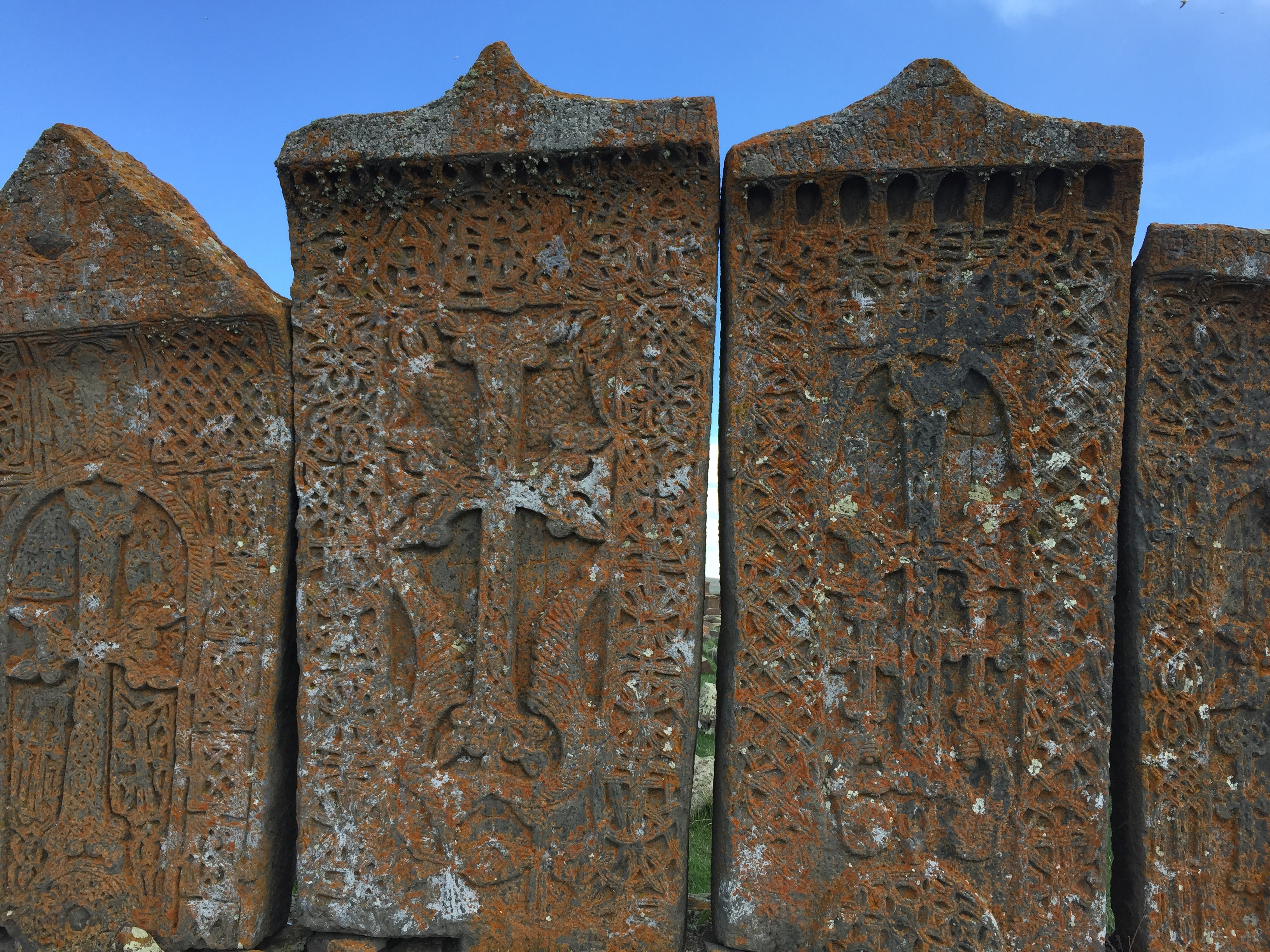
Khachkar armenio
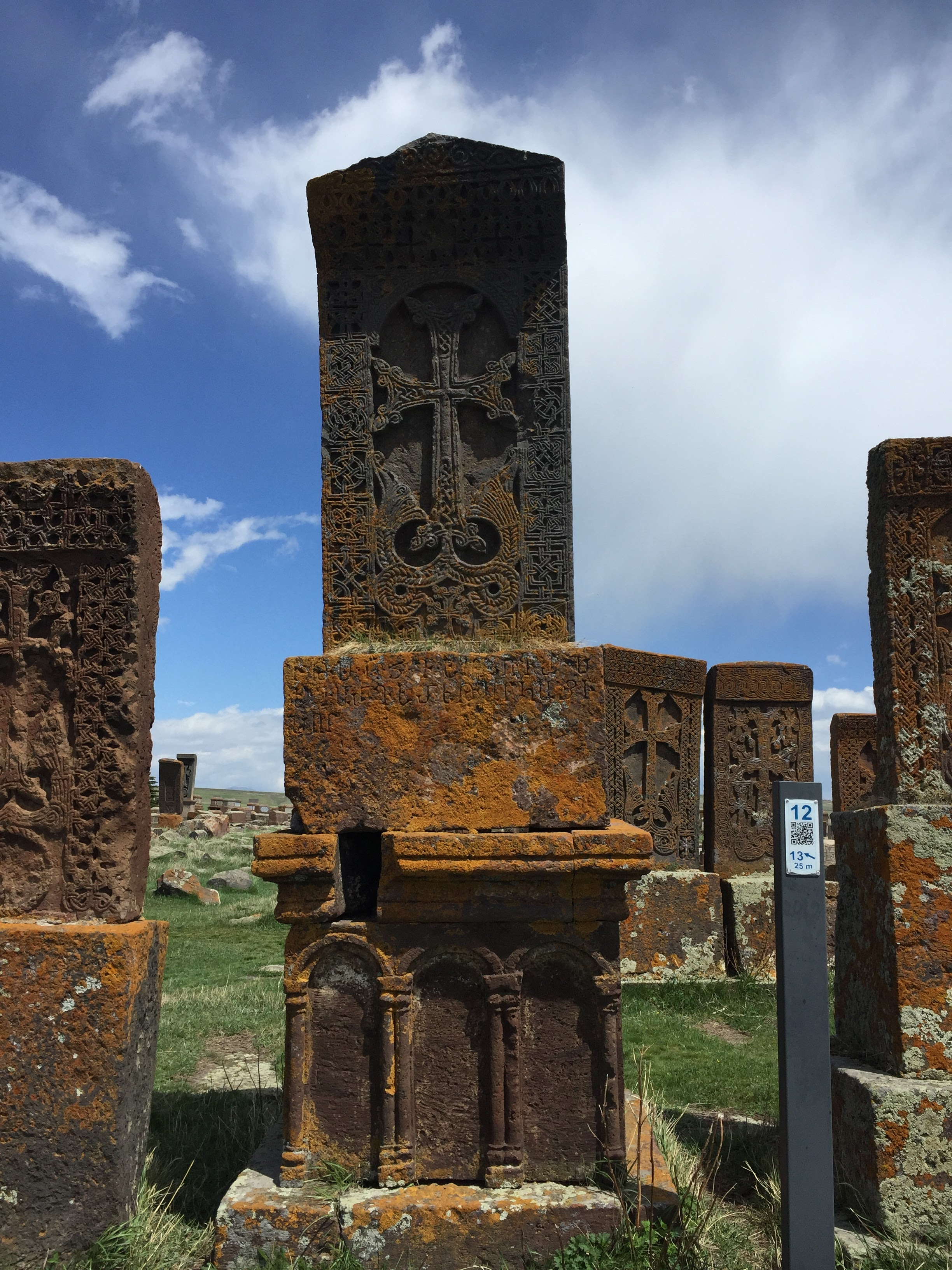
Khachkar armenio